# Soldurio
Soldurio se refiere a un tipo de guerrero mercenario que, poniendo a un dios como testigo, entregaba su vida al servicio de un señor. Similares (en concepto) a los bushi samurais japoneses, eran característicos del mundo celta y su valor y entrega les convirtieron en personajes legendarios, solicitados por emperadores y generales romanos para formar parte de su guardia personal.
Con el paso del tiempo, los soldurios fueron desapareciendo y el término no volvió a utilizarse.

## Los soldurios cántabros
Desde los tiempos de Publio Cornelio Escipión, numerosos generales y emperadores romanos recurrieron a los servicios de cohortes hispanas. Soldados mercenarios y tropas auxiliares al servicio de las legiones de Roma. Sin embargo, no se tiene una constancia clara de cuándo ni dónde aparece por primera vez el término Soldurio. De hecho, la R.A.E. no lo incluye dentro de su terminología.
Lo que sí es un hecho constatado es que, de entre todas las tropas hispanas, hay que destacar a las turmas de caballería Cántabras, que tuvieron un destacado papel durante las guerras de las Galias y Germania, llevadas a cabo por Cayo Julio César.
En esa mitología de los soldurios hispanos cabe mencionar a uno de ellos: Corocotta.
Existen muchas tesis acerca de la figura de Corocotta, de si era cántabro, norteafricano, bandido o líder militar...
Lo único que se conoce realmente sobre el personaje, y a raíz de lo cual se ha especulado tanto, es la siguiente cita de Dión Casio, en los tiempos de César Augusto:

Irritóse tanto [Augusto] al principio contra un tal Corocotta, bandolero español muy poderoso, que hizo pregonar una recompensa de doscientos mil sestercios a quien lo apresase; pero más tarde, como se le presentase espontáneamente, no solo no le hizo ningún daño, sino que encima le regaló aquella suma.
Dión Casio 56, 43, 3 (trad. de A. Schulten en Fontes Hispaniae Antiquae vol. V, Barcelona, 1940, p. 335)

Lo que sí se conoce es que, desde los días de César, algunos emperadores romanos utilizaron soldurios cántabros a su servicio a modo de guardias personales, dentro de las Cohortes Pretorianas, pues bien sabida y temida era su destreza y fiereza en el campo de batalla.
Aquéllos estaban vinculados al emperador por el fides, el juramento hispano, tal y como se venía haciendo desde los tiempos de Julio César durante las Guerras Galas.